# Troutville, Pennsylvania
Troutville är en ort i Clearfield County i delstaten Pennsylvania, USA.